# ふるさとの顔づくりモデル土地区画整理事業
ふるさとの顔づくりモデル土地区画整理事業（-かお-とちくかくせいりじぎょう）とは、ふるさとの顔となる公共施設整備を核とする土地区画整理事業。国土交通省（旧建設省所管）の市街地のまちづくり活性事業として施策に位置づけている。

## 事例
- 那覇市小禄金城地区
- 那覇新都市地区
- 成田市・公津の杜
- 美瑛町・本通地区
- 大阪市三国駅周辺地区
- 西宮北口駅南地区
- 江刺市下惣田地区
- 知多半田駅前地区
- 大田市駅周辺西側地区
- 栃木市栃木駅前地区
- 高山都市計画事業中山第2土地区画整理事業
- 高崎駅周辺（西口）地区
- 関川東部地区
- さいたま新都心地区
- 勝瀬原特定土地区画整理事業
- 釧路市幸町地区
- 五位堂駅前北地区
- 枚方市枚方津田地区
- 小樽築港駅周辺地区
- 唐津駅南地区
- お城とさくらとりんごのまち弘前駅前地区